# Kobudō
Kobudō (jap. 古武道) – dawne, stare sztuki walki; nauka, wiedza o dawnych sposobach walki.
1. Ogólna nazwa dawnych japońskich sztuk walki, rozumianych jako umiejętności walki rzeczywistej. Dla określenia dawnych sztuk walki i odróżnienia od współczesnych sportów walki (gendai-budō), oprócz kobudō używa się nazwy koryū-bujutsu (sztuka walki w starym stylu). Cezurą czasową jest okres Meiji. 
Dawne umiejętności przekazywane były z pokolenia na pokolenie w ramach rodziny lub klanu jako swego rodzaju "wtajemniczenie" - niektóre z nich jednak upowszechniły się, zostały szeroko docenione i w ten sposób mogły stać się fundamentem współczesnych budō. 
Organizacją, która zrzeszyła wiele różnych kobudō, był powstały w 1935 roku Nippon Kobudō Shinkō-kai (Japońskie Stowarzyszenie Promowania Dawnych Sztuk Walki).
2. Sztuka walki powstała na wyspach Riukiu. Broń używana w tym stylu walki wywodzi się z narzędzi rolniczych. Przykładami broni są: bō, sai, nunchaku, tonfa.